# Marjetica Potrč
Marjetica Potrč (ur. 1953 w Lublanie) – słoweńska artystka interdyscyplinarna, autorka prac site-specific i architektka.

## Życiorys
Urodziła się w 1953 roku w Lublanie. Jest absolwentką wydziału architektury (1977) i sztuk wizualnych (1986) Uniwersytetu Lublańskiego. Po studiach przez kilka lat wykładała na macierzystej uczelni. Prowadziła także zajęcia na Massachusetts Institute of Technology (2005) i Università Iuav di Venezia (2008, 2010). W latach 2011–2018 wykładała na Hochschule für bildende Künste w Hamburgu, prowadząc zajęcia dotyczące sztuki z udziałem publiczności.
Jej działalność łączy elementy aktywizmu, urbanistyki i antropologii. Tworzy prace site-specific oparte na zasadach projektowania partycypacyjnego, cykle rysunków oraz architektoniczne case study. W latach 90. stworzyła serię instalacji muzealnych, których punktem wyjścia było odtworzenie fragmentu konkretnego muru lub fasady budynku, na który przechodnie na co dzień nie zwracali uwagi, łącząc go z opowieścią o danym mieście.
Jej twórczość site-specific poprzedzała analiza i zaangażowanie w lokalne środowisko: na początku lat 2000. stworzyła kilka instalacji z elementami architektonicznymi, w których realizowała pomysły zaproponowane przez lokalne społeczności. W projekcie Dry Toilet zrealizowanym w Caracas (2003) stworzyła z lokalną społecznością prototyp toalety kompostującej, który został później wdrożony w życie i przez lata pozostał w użyciu. W 2005 roku, wraz z artystą i aktywistą Kyong Parkiem, Potrč skupiła się na zagadnieniu zmniejszających się miast na przykładzie Detroit, a w latach 2007–2008 badała kwestię dostępu do wody w Nowym Orleanie po przejściu huraganu Katrina.
W 2009 roku Potrč przygotowała projekt site-specific pod tytułem The Cook, the Farmer, His Wife and Their Neighbour, przy współpracy ze Stedelijk Museum. W ramach projektu powstały ogród i kuchnia komunalna, które pozwoliły zrewitalizować kwartał i wzmocnić więzi sąsiedzkie, a także przedefiniować sąsiedzką koegzystencję w mieście. Z kolei w pracy Of Soil and Water: King’s Cross Pond Club, która powstała w 2015 roku na placu budowy King’s Cross Central w Londynie, na tymczasowo dostępnym terenie artystka stworzyła ekologiczne oczko wodne, które funkcjonowało jako naturalny basen z systemem oczyszczania wody w pełni opartym na rosnących w nim roślinach. Liczba odwiedzających kąpielisko była dostosowana do wydolności naturalnego systemu oczyszczania. Oparty na idei życia w symbiozie z przyrodą projekt zwracał uwagę na wartość ziemi i wody oraz unaoczniał zwiedzającym zdolność przyrody do regeneracji.
W 2000 roku Potrč została wyróżniona nagrodą Hugo Boss Prize, a w 2007 roku otrzymała stypendium Vera List Center for Arts and Politics Fellowship przyznawane przez The New School w Nowym Jorku. Brała udział w licznych międzynarodowych wystawach; w 1993, 2003 i 2009 roku uczestniczyła w Biennale w Wenecji, dwukrotnie brała udział w Biennale w São Paulo (1996, 2006). Jej wystawy indywidualne odbyły się m.in. w Muzeum Guggenheima w Nowym Jorku (2001), Barbican Art Gallery (2007), czy w Pérez Art Museum Miami (2015).